# Maria Menunos
Maria Menunos gr. Μαρία Μενούνος (ur. 8 czerwca 1978 w Medford) – amerykańska aktorka i prezenterka telewizyjna, jak i producentka filmu In the Land of Merry Misfits (2007).
Jest po części Greczynką. W 1996 zdobyła tytuł Miss Massachusetts Nastolatek w USA. Ukończyła Emerson College w Bostonie. Pracowała jako międzynarodowy korespondent dla Channel One News. W maju 2006 roku współprowadziła 51. Konkurs Piosenki Eurowizji w Atenach.
12 października 2009 zadebiutowała w programie WWE Raw jako jedna z wrestlerek.
Jej mężem jest amerykański scenarzysta telewizyjny Keven Undergaro. Pobrali się 31 grudnia 2017, po 20 latach związku.

## Filmografia
- 2012: WrestleMania XXVIII (WrestleMania) jako Ona Sama
- 2007: Kickin it Old School jako Jennifer Stone
- 2005: Fantastyczna Czwórka (Fantastic Four) jako Pielęgniarka
- 2003–2007: Pogoda na miłość (One Tree Hill) jako Emily 'Jules' Chambers
- 2002: Bez śladu (Without a Trace) jako Chris Sanders
- 2001: One on One jako Glinda